# Сонячна енергетика Австрії

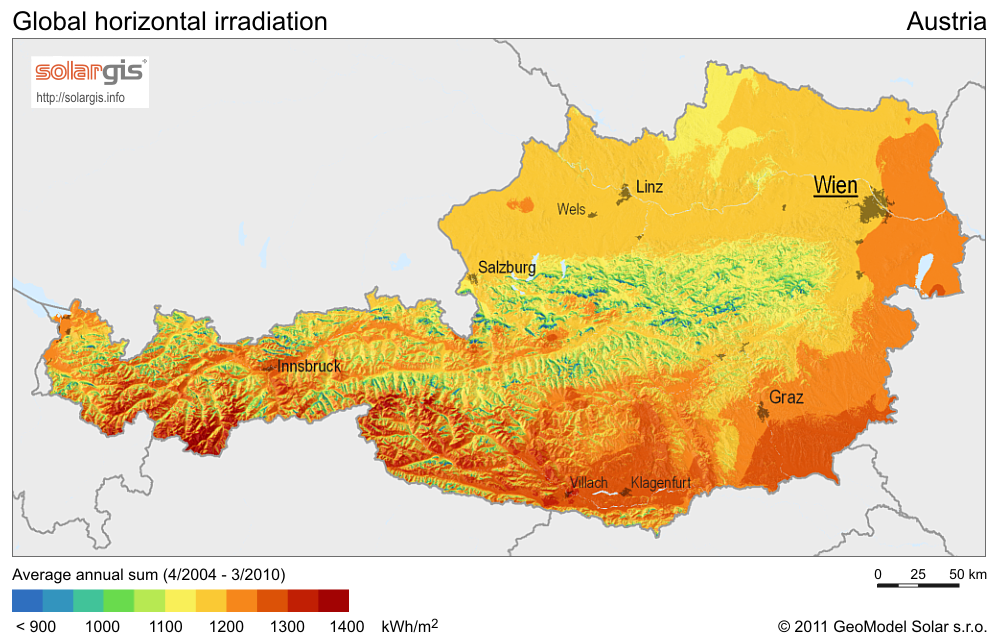
Потенціал сонячної енергетики

Станом на кінець 2014 року встановлена потужність сонячної енергетики Австрії становила 766 МВт у вигляді фотовольтаїчних панелей, із яких три чверті були змонтовані від 2012 до 2014 року. Загалом ці установки виробили за рік 766 ГВт⋅год електроенергії, або 1,4 % сумарного споживання електроенергії в країні. Як і у випадку інших європейських країн, 99,5 відсотків усіх систем сонячної енергії приєднані до електричної мережі. Встановлена потужність на одного жителя становить 91 Вт, що менше, ніж в середньому по Європейському Союзу на 2014 рік — 172 Вт.
Фотовальтаїчні панелі не мали значного поширення в Австрії впродовж багатьох років, тоді як в Німеччині, Італії та Іспанії ця галузь переживала справжній розквіт встановлюючи нові рекорди рік за роком. Однак, коли загалом по Європі ринок сонячної енергії пішов на спад, то в Австрії він навпаки стрибнув вище 100 МВт 2012 року і залишився на високому рівні, 263 МВт і 140 МВт у 2013 і 2014 роках відповідно. Європейська асоціація сонячної енергії передбачає що Австрія разом із іншими країнами середнього розміру зробить значний внесок у розгортання фотовольтаїчної енергетики в Європі.
2009 року на майданчику Цвентендорфської атомної електростанції розмістили додатково 1000 фотовольтаїчних панелей вартістю 1,2 млн євро, що зробило її найбільшою сонячною електростанцією в Австрії. Цвентендорф мав стати першою атомною електростанцією в Австрії, але після голосування проти атомної енергетики в Австрії 1978 року, так і не був завершений. Станом на вересень 2011 року на стадії будівництва в районі гірського хребта Низький Тауерн перебувала найбільша в Австрії сонячна електростанція потужністю 2 МВт.
Також значною мірою в Австрії використання сонячної енергії відбувається через застосування сонячних колекторів. Їхня сумарна потужність станом на 2014 рік становила 3 500 МВттеплових, а це другий показник в Європейському Союзі після набагато більшої Німеччини.

### Статистика
| Кінцеве споживання електроенергії                      | 56 ТВт            |
| Населення                                              | 8 мільйонів       |
| Опромінення                                            | 1 027 кВт⋅год/кВт |
| Будівництво фотовольтаїки впродовж 2013 року           | 263 МВт           |
| Накопичена потужність фотовольтаїки станом на 2013 рік | 626 МВт           |
| Частка фотовольтаїки                                   | 1,1 %             |
| Джерело: IEA-PVPS, Trends2014                          |                   |

| Рік                                                     | Додана потужність (МВтp) | Накопичена потужність (МВтp) | Посилання    |
| ------------------------------------------------------- | ------------------------ | ---------------------------- | ------------ |
| 1999                                                    | 0.8                      | 3.7                          | Trends2013   |
| 2000                                                    | 1.2                      | 4.9                          | Trends2013   |
| 2001                                                    | 1.6                      | 6.5                          | Trends2013   |
| 2002                                                    | 3.8                      | 10.3                         | Trends2013   |
| 2003                                                    | 6.5                      | 16.8                         | Trends2013   |
| 2004                                                    | 4.3                      | 21.1                         | Trends2013   |
| 2005                                                    | 2.9                      | 24.0                         | Trends2013   |
| 2006                                                    | 1.6                      | 25.6                         | Trends2013   |
| 2007                                                    | 3.1                      | 28.7                         | Trends2013   |
| 2008                                                    | 3.7                      | 32.4                         | Trends2013   |
| 2009                                                    | 20.2                     | 52.6                         | Trends2013   |
| 2010                                                    | 42.9                     | 95.5                         | Trends2013   |
| 2011                                                    | 91.7                     | 187.2                        | Trends2013   |
| 2012                                                    | 176                      | 362.9                        | Trends2013   |
| 2013                                                    | 263                      | 626                          | Trends2014   |
| 2014                                                    | 140                      | 766                          | Snapshot2014 |
| Джерело: IEA-PVPS, Trends2013, Trends2014, Snapshot2014 |                          |                              |              |